# Navadna jagodičnica
Navadna jagodičnica (znanstveno ime Arbutus unedo) spada v družino vresovke (Ericaceae). Rod obsega 14 vrst. Največ jih raste v Srednji Ameriki. V Evropi pa sta samo dve samonikli vrsti, grška jagodičnica (Arbutus andrachne), ki jo najdemo samo na Balkanskem polotoku, in navadna jagodičnica. 

## Opis
Navadna jagodičnica je vednozelena listnata rastlina, ki najpogosteje raste v obliki grma, lahko pa jo najdemo tudi v obliki dreves. Grmi zrastejo do nekaj metrov, medtem ko drevesa do 10 m in več. Deblo je običajno krivo in le redko pokončno. Skorja je rdeče rjavo obarvana. Listi jagodičnice so enostavni, precej usnjati in svetleči ter nekoliko spominjajo na lovorove. Cvetovi so v manjših grozdih, belo roza barve, v obliki skoraj zaprtih navzdol obrnjenih čašic. Cvetovi se razvijejo v jeseni, ko se v Sredozemlju nekoliko izboljša preskrba z vodo. Hkrati s cvetovi oktobra in novembra na rastlini najdemo tudi zrele plodove, ki so se razvili iz cvetov lanskega leta. Plodovi so najprej zeleni, nato rumeni in oranžni ter temno rdeči. Plodovi merijo 2 cm v premeru, imajo koničasto bradavičasto površino in nekoliko spominjajo na jagode. V mesnatem osemenju imajo podolgovata semena. Plodovi so sladko kiselkastega okusa in so užitni. 

## Razmnoževanje
Navadna jagodičnica se razmnožuje s semeni ali s potaknjenci. Semena vzkalijo, če imajo dovolj vlage. Če jo želimo gojiti kot posodovko, semena sejemo poleti pod steklo ali pa sadimo polzrele potaknjence v razmnoževalnik. 
Jagodičnica raste na vsakih normalnih tleh, le da niso kisla. Uspeva na soncu ali v svetli senci. Koreninski sistem jagodičnice je razvejen, se dobro prilagaja tlem in lahko zelo globoko prodre med skalne razpoke. 

## Razširjenost
Navadna jagodičnica je predvsem rastlina sredozemskega podnebja, čeprav raste tudi drugje. Najbolje uspeva v dovolj toplih območjih z milimi zimami. Prilagojena je na sušo, če ta ne traja predolgo, zahteva pa nekaj več padavin in zračne vlage. Najdemo jo v Sredozemlju, zahodni Evropi vse do Irske, severni Afriki in v Srednji Ameriki. Na Jadranu je najpogostejša na srednjedalmatinskih in južnodalmatinskih otokih. V Istri je pogosta v okolici Poreča, pri rtu Ubac, pa tudi na rtu Dente ob izlivu Mirne. Odkrili so jo tudi severno od Dragonje. Edino naravno nahajališče navadne jagodičnice v Sloveniji je bilo najdeno na strmem flišnem odlomu nad Zalivom sv. Križa pri Strunjanu. 

## Uporaba
Navadna jagodičnica je zaradi svoje lepote in nenavadnosti zelo cenjena kot okrasna rastlina. Plodovi so užitni in bogati z vitaminom C. Večina plodov se ne uporabi in propadejo. Ponekod plodove predelujejo v marmelado ali žele. V Dalmaciji iz nje kuhajo alkoholno pijačo, na Korziki plodove prevrejo v žganje. Plodovi se uživajo tudi presni, vendar večja količina lahko povzroča motnje in omotico, to pa verjetno povzroča sladkor, ki se delno spreminja v alkohol. Les jagodičnice je zelo trd in težak in odporen proti pritisku. Po lastnostih spominja na les rumenega drena. Uporaben je v strugarstvu. 
- Navadna jagodičnica z nezrelimi plodovi
- Grm z zrelimi jagodami in cvetovi
- Navadna jagodičnica v drevesni obliki
- Cvetovi v obliki čašic
- Rdeča jagoda in cvetovi
- Rdeče in zelene jagode in nastavki cvetov hkrati na isti rastlini